# Rudy Casanova
Rudy Casanova (Havanna, 1967. november 3. – Mexikóváros, 2017. december 25.) kubai-mexikói színész.

## Filmjei
- Azul (1996)
- Rencor apasionado (1998, egy epizódban)
- Soñadoras – Szerelmes álmodozók (Soñadoras) (1998, egy epizódban)
- Mi destino eres tú (2000, egy epizódban)
- Szeretők és riválisok (Amigas y rivales) (2001, négy epizódban)
- A szerelem ösvényei (Las Vías del Amor) (2002, öt epizódban)
- Mujer, casos de la vida real (2001, 2003, két epizódban)
- Mujer de madera (2004, két epizódban)
- Alborada (2005, három epizódban)
- Mindörökké szerelem (Mañana es para siempre) (2008–2009, két epizódban)
- Hasta que el dinero nos separe (2009, négy epizódban)
- Kettős élet (Dos Hogares) (2011–2012, 142 epizódban)
- Libre para amarte (2013, 107 epizódban)
- Como dice el dicho (2014, egy epizódban)
- Hasta el fin del mundo (2014, hét epizódban)
- Amores con trampa (2015, 54 epizódban)
- A sors útjai (Un camino hacia el destino) (2016, egy epizódban)
- El vuelo de la Victoria (2017, egy epizódban)